# ياسوشي فوروكاوا
ياسوشي فوروكاوا (28 مايو 1961 في اليابان - ) (بالكانا:ふるかわ やすし) هو لاعب كرة طائرة ياباني. شارك في الألعاب الأولمبية الصيفية 1984.

## وصلات خارجية
- ياسوشي فوروكاوا على موقع أوليمبيديا (الإنجليزية)